# Зоран Мамдані
Зоран Кваме Мамдані (англ. Zohran Kwame Mamdani, [zoʊˈrɑːn məmˈdɑːni] zoh-RAHN məm-DAH-nee; нар. 18 жовтня 1991, Кампала) — американський політик, який з 2021 року представляє 36-й округ (Квінз) у Законодавчих зборах штату Нью-Йорк. Член Демократичної партії та Демократичних соціалістів Америки, він є кандидатом від демократів на посаду мера Нью-Йорка на виборах 2025 року.
Мамдані емігрував до США з Уганди в дитинстві та закінчив коледж Боудойн у 2014 році. До початку політичної кар'єри він працював активістом у сфері житлової політики та продюсером реп-музики в Нью-Йорку. У 2020 році вперше був обраний до законодавчих зборів штату, перемігши чинного депутата, який перебував на посаді чотири строки. З того часу переобирався без опонентів. Його основні законодавчі ініціативи стосуються реформування житлової політики, транспорту та енергетики.
У 2024 році Мамдані оголосив про свою участь у виборах мера Нью-Йорка 2025 року. У його передвиборчій програмі — безплатні міські автобуси, громадські дитсадки, муніципальні продуктові магазини, замороження орендної плати на стабілізованих квартирах і будівництво доступного житла. Під час праймериз він здобув підтримку низки відомих прогресивних політиків, зокрема Берні Сандерса та Александрії Окасіо-Кортес, і привернув увагу своїми прямолінійними висловлюваннями щодо Ізраїлю та Палестини. 24 червня 2025 року Мамдані став імовірним кандидатом від демократів після визнання поразки Ендрю Куомо.
У разі перемоги він стане першим мусульманином, першим азійцем, першим міленіалом і першим за понад 30 років мером Нью-Йорка, пов'язаним із Демократичними соціалістами Америки.

## Життєпис

### Раннє життя
Зоран Кваме Мамдані народився 18 жовтня 1991 року в Кампалі, Уганда. Його батько — Махмуд Мамдані, індійсько-угандський професор постколоніальних студій Колумбійського університету, мусульманин гуджаратського походження. Його мати — Міра Наїр, індійсько-американська режисерка пенджабського походження. Батько дав йому друге ім'я Кваме на честь Кваме Нкруми — революціонера та першого прем'єр-міністра Гани.
Коли Зорану було п'ять років, його родина переїхала до Кейптауна, Південна Африка. Там він навчався у школі St. George's Grammar School, поки його батько викладав в Університеті Кейптауна. Коли йому було сім, сім'я переїхала до Нью-Йорка. Він закінчив початкову школу Bank Street School for Children, а згодом — наукову школу Bronx High School of Science. Пізніше Мамдані навчався в коледжі Боудойн у штаті Мен, де був одним із засновників студентського осередку організації Students for Justice in Palestine («Студенти за справедливість у Палестині»). У 2014 році він здобув ступінь бакалавра в галузі африканістики.
До початку політичної кар'єри Мамдані працював консультантом із питань житлового забезпечення та запобігання втраті житла: він допомагав малозабезпеченим домовласникам небілої раси у Квінзі оскаржувати повідомлення про виселення та зберігати право на проживання у своїх оселях. Він зазначав, що цей досвід спонукав його балотуватися на посаду, аби боротися з кризою житла та доступності проживання.

### Музична кар'єра
Мамдані є прихильником хіп-хопу — він писав і продюсував реп-музику. У 2016 році під сценічним ім'ям Young Cardamom він у співпраці з угандійським репером HAB випустив мініальбом (EP) під назвою Sidda Mukyaalo, що в перекладі з луганда означає «Не повертаюсь до села». У 2019 році він випустив сингл під назвою Nani під псевдонімом Mr. Cardamom Авторка кулінарних книг і акторка Мадхур Джафрі знялася в музичному відео на цей сингл, виконуючи роль бабусі Мамдані.

### Рання політична кар'єра
Мамдані почав політичну діяльність у Нью-Йорку як волонтер у кампанії Алі Наджмі на спеціальних виборах 2015 року до міської ради 23-го округу. У 2017 році він приєднався до Демократичних соціалістів Америки (DSA) і працював у кампанії кандидата до міської ради Нью-Йорка Хадера Ель-Ятіма — палестинського лютеранського священника та демократичного соціаліста з району Бей Рідж, Бруклін. Мамдані був менеджером кампанії Росса Баркана на виборах до Сенату штату Нью-Йорк у 2018 році, а також організатором на місцях у кампанії демократичної соціалістки Тіффані Кабан на посаду окружного прокурора Квінза у 2019 році.

### Асамблея штату Нью-Йорк (з 2020)

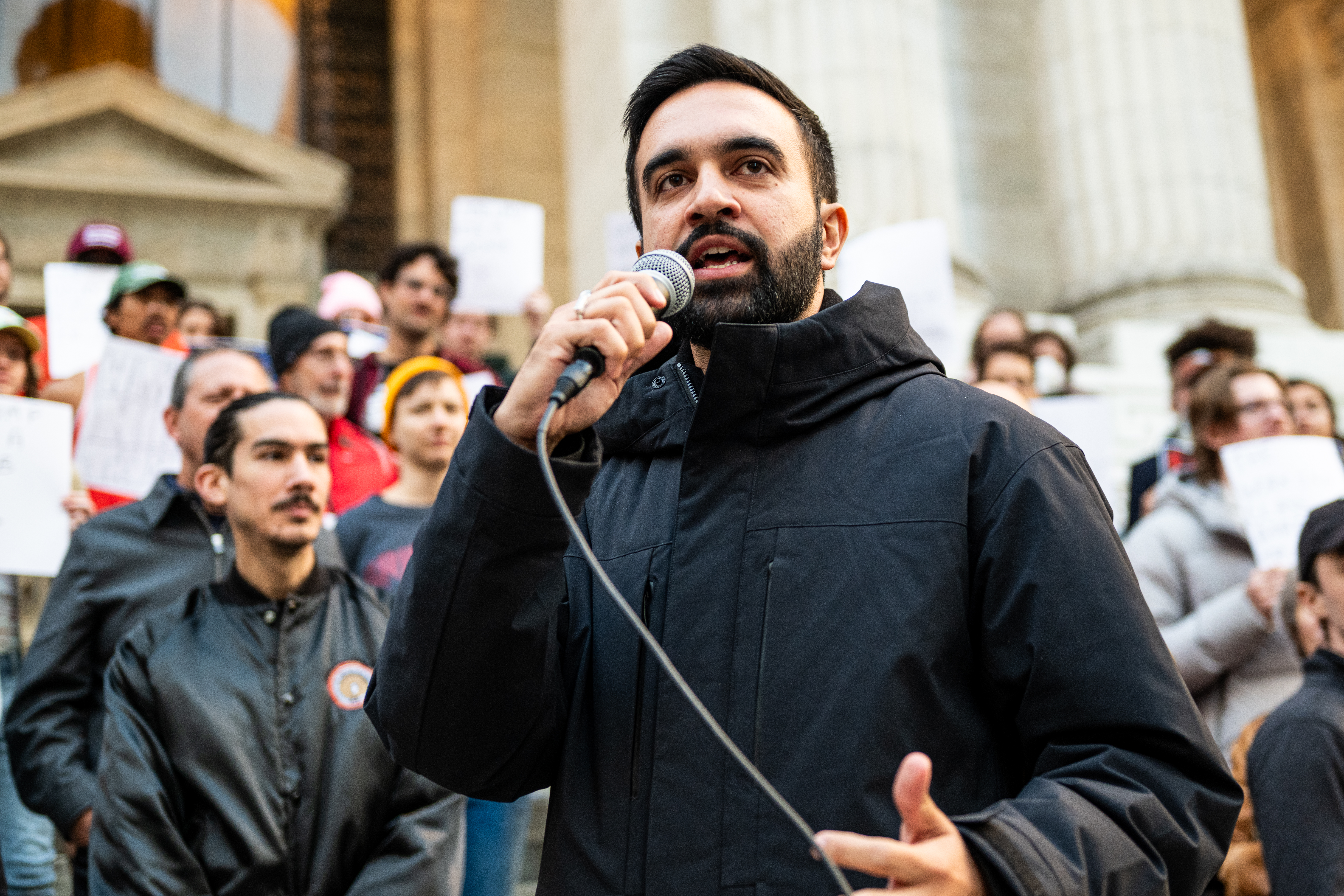
Мамдані на мітингу проти фашизму в Браянт-парку (27 жовтня 2024).

У жовтні 2019 року Мамдані оголосив про свою кампанію з метою представляти 36-й виборчий округ до Законодавчих зборів штату Нью-Йорк, який охоплює Асторію та Лонг-Айленд-Сіті у Квінзі. Його підтримала Демократична соціалістична Америка (DSA), а він виступав із платформою реформування житлової політики, реформи поліції та тюрем, а також за муніципальну власність на комунальні послуги. Перемога Мамдані на праймериз у червні 2020 року над чотириразовою демократкою Аревеллою Сімотас тривала майже місяць у підрахунках, а у листопаді він здобув перемогу на загальних виборах без опозиції від республіканців. Мамдані був переобраний без опонентів у 2022 та 2024 роках.
Мамдані є членом восьмичленного блоку «Соціалісти при владі» в Демократичних соціалістах Америки (DSA) та Мусульманського демократичного клубу Нью-Йорка. Його виборчий округ до Законодавчих зборів включає частину Асторії, де мешкає значна кількість мусульман та арабів.
Станом на січень 2025 року Мамдані входив до складу дев'яти комітетів Законодавчих зборів: комітету з питань літніх людей, комітету з питань міст, комітету з виборчого законодавства, комітету з енергетики, комітету з оподаткування нерухомості, законодавчого клубу для чорних, пуерториканців, іспаномовних та азійців, робочої групи з питань пуерториканців та іспаномовних, робочої групи азійсько-тихоокеанської спільноти та робочої групи з питань новоприбулих американців.
Станом на травень 2025 року Мамдані був основним ініціатором 20 законопроєктів, з яких три стали законами, а також співініціатором 238 законопроєктів. Станом на червень він був єдиним законодавцем штату в мерській кампанії, який не пропустив жодної сесії у Олбані у 2025 році.
Серед своїх досягнень у цій ролі Мамдані називає залучення понад 100 мільйонів доларів у державний бюджет на збільшення руху метро, запуск успішного пілотного проєкту безплатних міських автобусів та організацію жителів Нью-Йорка для протидії пропозиції побудувати шкідливу електростанцію.

### Кампанія на посаду мера Нью-Йорка 2025

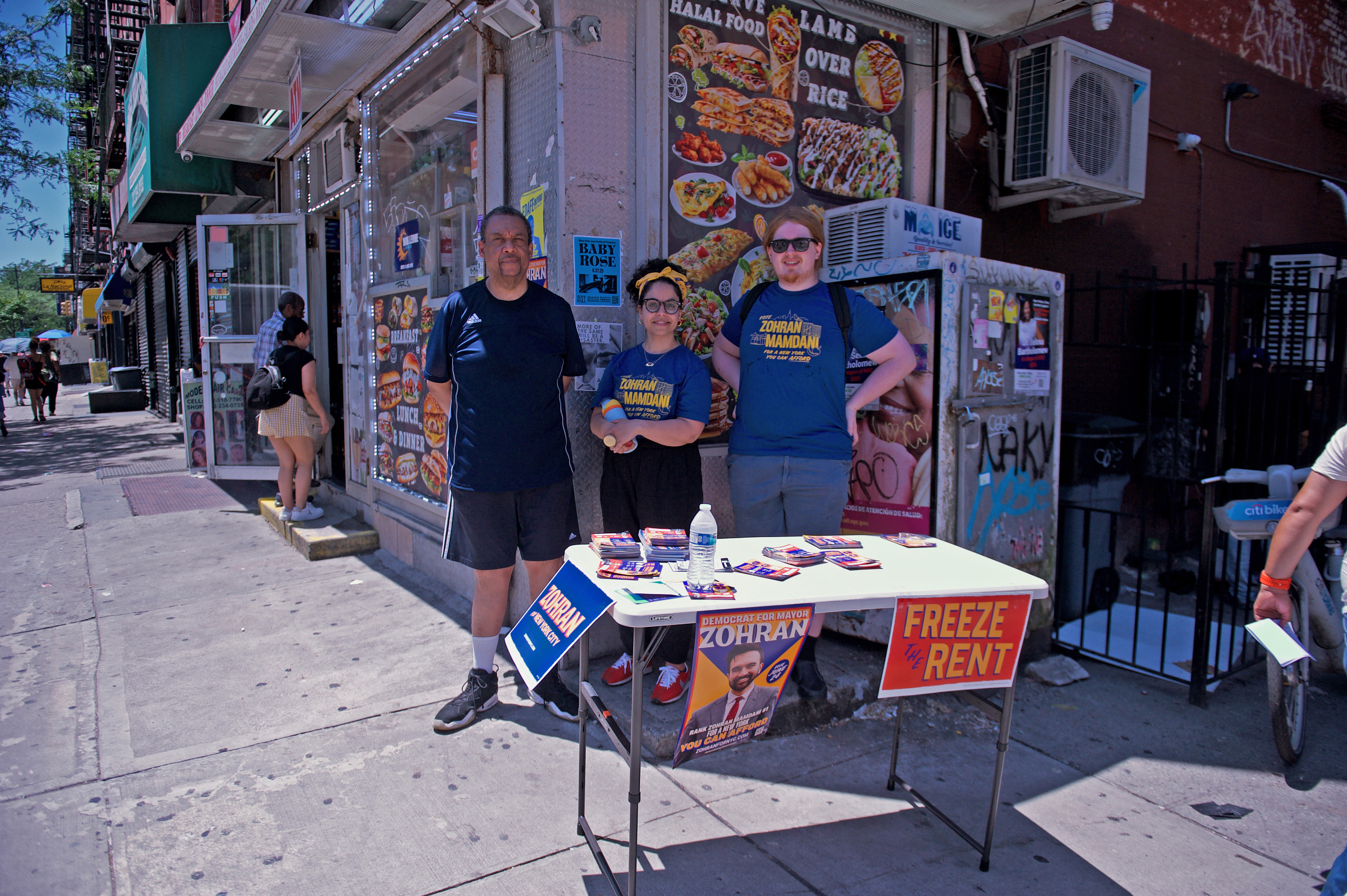
Волонтери за перемогу Мамдані.

23 жовтня 2024 року Мамдані оголосив про свою кандидатуру на посаду мера Нью-Йорка на виборах 2025 року. Його передвиборча платформа включає підтримку безплатних міських автобусів та замороження орендної плати у квартирах зі стабілізованою орендою. Мамдані також пропонує, щоб міська влада відкрила п'ять продуктових магазинів — по одному в кожному районі міста — з метою знизити ціни на продукти. У разі обрання Мамдані стане першим мусульманином на посаді мера Нью-Йорка.
Конгресвумен від 14-го виборчого округу Нью-Йорка Александрія Окасьо-Кортес підтримала Мамдані як свій перший вибір на посаду мера, заявивши: «Мамдані довів свою реальну здатність об'єднати коаліцію робітничого класу Нью-Йорка, яка є найсильнішою для лідерства». Вона виступила на мітингу на підтримку Мамдані, де висловила свою підтримку його кандидатурі та розкритикувала його головного опонента, колишнього губернатора Ендрю Куомо, сказавши: «Не ставити Куомо у свій рейтинг — правильний крок, щоб перевернути сторінку майбутнього Демократичної партії, яка більше не повторюватиме помилки, які привели нас сюди. Ми ніколи не подолаємо Дональда Трампа, якщо продовжуватимемо обирати тих самих людей і приймати ті самі рішення, які нас сюди й привели».
13 червня Мамдані і Бред Ландер взаємно підтримали один одного у праймериз. 16 червня аналогічну взаємну підтримку оголосили Мамдані і Майкл Блейк. Сенатор Берні Сандерс підтримав Мамдані, заявивши: «Наша країна стоїть перед фундаментальним вибором: чи продовжувати політику, підконтрольну корпораціям і мільярдерам, чи побудувати народний рух, який бореться з олігархією, авторитаризмом і клептократією?». Він підтвердив підтримку на платформі X, написавши: «У цей небезпечний момент історії статус-кво в політиці — це недостатньо. Нам потрібне нове керівництво, готове протистояти впливу потужних корпоративних інтересів і боротися за робітничий клас».
Також 16 червня редакційна колегія The New York Times написала, що «не вважає, що пан Мамдані заслуговує на місце в бюлетенях ньюйоркців», назвавши його досвід «надто мізерним» і порівнявши його програму з «прискореною версією розчаровуючого мерства пана де Блазіо». Майкл Пауелл з The Atlantic порівняв його кампанію з магічним реалізмом, заявивши, що вона «надмірно відірвана від реальних бюджетів і організаційних схем уряду».
Протягом більшої частини кампанії Мамдані відставав від Куомо в опитуваннях. Хоча обидва збирали подібні суми коштів, база донорів Мамдані була значно більшою за базу Куомо. За результатами першого вибору в ніч виборів Мамдані отримав суттєву перевагу над Куомо. Ендрю Куомо визнав поразку на користь Мамдані, що стало великим сюрпризом.

## Політичні погляди
Мамдані почав вважати себе демократичним соціалістом після президентської кампанії Берні Сандерса у 2016 році і є членом Демократичних соціалістів Америки.

### Дошкільна освіта
Він підтримує універсальну дошкільну систему догляду за дітьми, ініціював законопроєкт про скасування податкових пільг для Нью-Йоркського університету та Колумбійського університету на користь міської системи університетів CUNY.

### Соціальні програми
У сфері безпеки Мамдані виступає за менше покарань і більший акцент на соціальні програми, допомогу безхатченкам і ментальне здоров'я, а також створення департаменту громадської безпеки.

### Економічна політика
В економічній політиці він пропонує обмеження зростання орендної плати, захист орендарів, будівництво доступного житла, підвищення мінімальної зарплати до $30 за годину до 2030 року, збільшення корпоративних податків і податків для найбагатших мешканців міста для фінансування освіти, догляду за дітьми та транспорту.

### Ізраїль
Мамдані підтримує рух бойкоту Ізраїлю, критикує дії Ізраїлю у війні в Газі, пропонує заборонити фінансування організацій, які підтримують ізраїльських поселенців. Він брав участь у протестах та голодуваннях на підтримку Палестини, хоча засуджує будь-які заклики до насильства чи антисемітизму. Він засудив удари США по іранських ядерних об'єктах у 2025 році, назвавши це «темною новою главою в нескінченних зрадах [Трампа], які тепер загрожують загнати світ у ще більший хаос».

### ЛГБТ
У соціальних питаннях він підтримує розширення прав ЛГБТК+, інвестиції у гендерно-афірмативне медичне обслуговування, а також перетворення Нью-Йорка на «місто-притулок» для ЛГБТК+.

### Транспорт
У транспортній сфері Мамдані виступає за скасування оплати за проїзд у міських автобусах, підтримував експеримент із безплатним проїздом, ініціював законопроєкти з покращення частоти руху транспорту та введення плати за важкі автомобілі для безпеки вулиць. Він також підтримує систему плати за в'їзд у центр міста (конгестійне ціноутворення) з метою покращення автобусного сполучення.

## Особисте життя
У 2018 році Мамдані отримав американське громадянство. Він є мусульманином-шиїтом і належить до дванадцятиімамітської гілки. На початку 2025 року він одружився з сирійською художницею Рамою Дуваджі. Станом на 2025 рік вони мешкають у квартирі в Асторії.